# Alberto Amarilla Bermejo
Alberto Amarilla Bermejo (Càceres; 20 d'octubre de 1980) és un actor espanyol.

## Biografia
Estudia teatre a l'Escola La Barraca i a l'Escola d'Art Dramàtic de Màlaga.
Va començar a ser conegut pels seus papers en sèries de televisió com Mis adorables vecinos, Arrayán, 7 vidas, Cuenta atrás, El comisario o Acusados.
El 2004 va debutar en cinema amb un petit paper a Mar adentro.
Protagonitzà El camino de los ingleses, que li va portar a la nominació d'un Goya al millor actor revelació en 2007.
En la comèdia Fuga de cerebros i la seva seqüela Fuga de cerebros 2, interpreta a un cec.

## Filmografia

### Pel·lícules
- 2004: Mar adentro, dirigida per Alejandro Amenábar.
- 2005: Calles de fuego, telefilm dirigida per Ismael Morillo.
- 2006: El camino de los ingleses, dirigida per Antonio Banderas.
- 2008: Prime time, dirigida per Luis Calvo Ramos.
- 2009: Fuga de cerebros, dirigida per Fernando González Molina.
- 2009: Imago Mortis, dirigida per Stefano Bessoni.
- 2011: Fuga de cerebros 2: Ahora en Harvard, dirigida per Carlos Therón.
- 2016: Embarazados, dirigida per Juana Macías

### Curtmetratges
- 2005: Tránsito, dirigit per José Manuel Seda.
- 2008: La espera (veu), dirigit per Carlos Agulló.
- 2008: Pepín Bello, dirigit per Tomás Studer.
- 2008: La punta del iceberg, dirigit per Rubén García.
- 2009: Mie2, dirigit per Iván Ruiz.
- 2010: Triste soledad de un violinista, dirigit per Roberto Lolo.[4]
- 2010: 70 m², dirigit per Miguel Ángel Carmona.
- 2015: Campeón, dirigit per Hugo de la Riva.
- 2017: Smurf Movie, dirigit per Carmen Carrillo.

### Televisió
- 2001: Arrayán, sèrie de televisió per Canal Sur Televisión.
- 2002: El comisario, sèrie de televisió per Telecinco.
- 2002 - 2003: 20 tantos, sèrie de televisió per Telecinco.
- 2003: 7 vidas, sèrie de televisió per Telecinco.
- 2004 - 2006: Mis adorables vecinos, sèrie de televisió per Antena 3.
- 2007: Cuenta atrás, sèrie de televisió per Cuatro.
- 2009: Acusados, sèrie de televisió per Telecinco.
- 2010: Pelotas, sèrie de televisió per La 1 de TVE.
- 2011: Vida loca, sèrie de televisió per Telecinco. 1 capítol
- 2015: El Ministerio del Tiempo, sèrie de televisió per TVE. 1 capítol
- 2015: Velvet, sèrie de televisió per Antena 3. 1 capítol, com Toni
- 2016: Carlos, Rey Emperador, sèrie de televisió, La 1
- 2019: Derecho a soñar, sèrie de RTVE
- 2021: El internado: Las Cumbres, sèrie d'Amazon Prime Video

### Teatre
- 1998: Lorca por Lorca, dirigida per Leonardo Eiriz.
- 1999: Edipo rey, de Sòfocles, dirigida per Leonardo Eiriz, premi nacional cubà de relat curt.
- 2000: West Side Story d'Arthur Laurents, dirigida per Antonio Jeús González.
- 2007: El león en invierno de James Goldman, dirigida per Juan Carlos Pérez de la Fuente.
- 2007: Presentador Gala Teatros de Madrid de 2007, dirigida per Juan Carlos Pérez de la Fuente.
- 2009: Sonetos del amor oscuro de Federico García Lorca, dirigida per Santiago Melendez.
- 2011: Antígona, de Sòfocles.
- 2017: Re cordis, de Alberto Amarilla[5]

## Premis
- 2004 Premi Festival de cinema de Càceres por Mar adentro.
- 2007 Nominació al Goya actor revelació per El camino de los ingleses.
- 2007 Premi Fundació Lumiere actor revelació 2007 per El camino de los ingleses.
- 2009 Premi Extremeños de hoy 2009.
- 2009 Premi Especial Festival Internacional de Creació Audiovisual.
- 2009 Premi Tenca de oro 2009 .
- 2010 Nominació com a actor de repartiment per Acusados als XIX Premis de la Unión de Actores.
- 2011 Premi al millor actor, novena edició del certamen de curtmetratges 'Cinemálaga' pel curtmetratge 70m2.
- 2011 Premi al millor actor en el V Certamen de Curtmetratges "Higuera en Corto" pel curtmetratge 70m2.
- 2011 Premi al millor actor en el III Festival Internacional de Curtmetratges "Pilas en Corto" pel curtmetratge 70m2.
- 2011 Premi al millor actor en la 15 Mostra de Cinema Jove d'Elx pel curtmetratge 70m2.